# Вальц, Карл Фёдорович
Карл Фёдорович Вальц (1846—1929) — русский театральный декоратор, заслуженный артист Республики (1922).
Сотрудничал с московскими театрами конца XIX — начала XX веков, оформлял постановки «Русских сезонов» и Московской консерватории. Также участвовал в оборудовании сцен в театрах Тифлиса, Одессы, Варшавы.

## Биография
Родился в 1846 году в Санкт-Петербурге в семье Фёдора Карловича Вальца, театрального машиниста-механика.
Образование получил в Германии, где учился у специалистов своего времени: декорационной живописи — у профессора Отто Рама в Дрездене и мастерству театрального декоратора — у Карла Гропиуса в Берлине.
Вскоре после возвращения в Россию, переехал в Москву, куда в 1856 году по службе перевели его отца для «постройки механизма при возобновлении Большого театра» после пожара. Карл стал помогать ему, набираясь опыта, и в 15 лет был зачислен в штат императорских театров в Москве, работая в основном в Большого театра, где служил театральным декоратором в течение 65 лет, отвечая за всем художественным оформлением спектаклей — декорациями, светом, сценическими эффектами. Кроме Большого театра он привлекался к оформлению спектаклей в Малом театре.
Во время его работы обязанности декаратора были очень обширными: он был и сценографом, и механиком, и электриком. К. Вальц активно внедрял на сцене театра технические новинки, в том числе электрическое освещение.
Вальц прослужил в Большом театре до 1927 года, перейдя на почетную должность консультанта-механика машинно-декорационного отделения.
Помимо театральных постановок, Карл Вальц участвовал в устройстве ежегодных московских маскарадов, благотворительных вечеров и базаров, был занят устройством городской иллюминации.
Восемь сезонов он сопровождал в качестве приглашенного декоратора выступления «Русских сезонов» С. П. Дягилева по многим сценам Европы.
Также выступал в качестве балетного либреттиста. В конце жизни К. Ф. Вальц работал над книгой воспоминаний. Первое издание его книги «65 лет в театре» увидело свет в 1928 году, за год до смерти автора.
Умер в апреле 1929 года. Был похоронен 6 апреля на Немецком (ныне Введенском) кладбище. Могила утеряна.

## Адреса
В начале XX века К. Ф. Вальц купил усадьбу врача С. С. Голоушева в лесном массиве между сёлами Луцыно и Аниково Звенигородского уезда. В советское время рядом на соседних дачах Н. С. Сперанского и Г. И. Россолимо возникла Звенигородская биологическая станция МГУ. Усадьба Вальца не сохранилась, о её былом существовании на территории биостанции напоминает лишь топоним — Вальцевский овраг.